# Kimberley Zimmermann
Pour les articles homonymes, voir Zimmermann.
Kimberley Zimmermann, née le 9 novembre 1995 à Wemmel, est une joueuse de tennis belge, professionnelle depuis 2010. Elle est la fille de Michel Zimmermann, l'ancien recordman de Belgique, sextuple champion de Belgique et finaliste en 1984 aux jeux olympiques de Los Angeles sur le 400m haies.

## Carrière
Évoluant principalement sur le circuit ITF au début de sa carrière, elle y a remporté 2 titres en simple (à Wanfercée-Baulet en 2016 et Caserte en 2018) et 18 en double.
Sur le circuit WTA, elle remporte son premier titre en double en juillet 2021 avec sa partenaire Erin Routliffe au tournoi de Palerme.
En 2022, elle atteint les quarts de finale de Roland-Garros avec Maryna Zanevska.

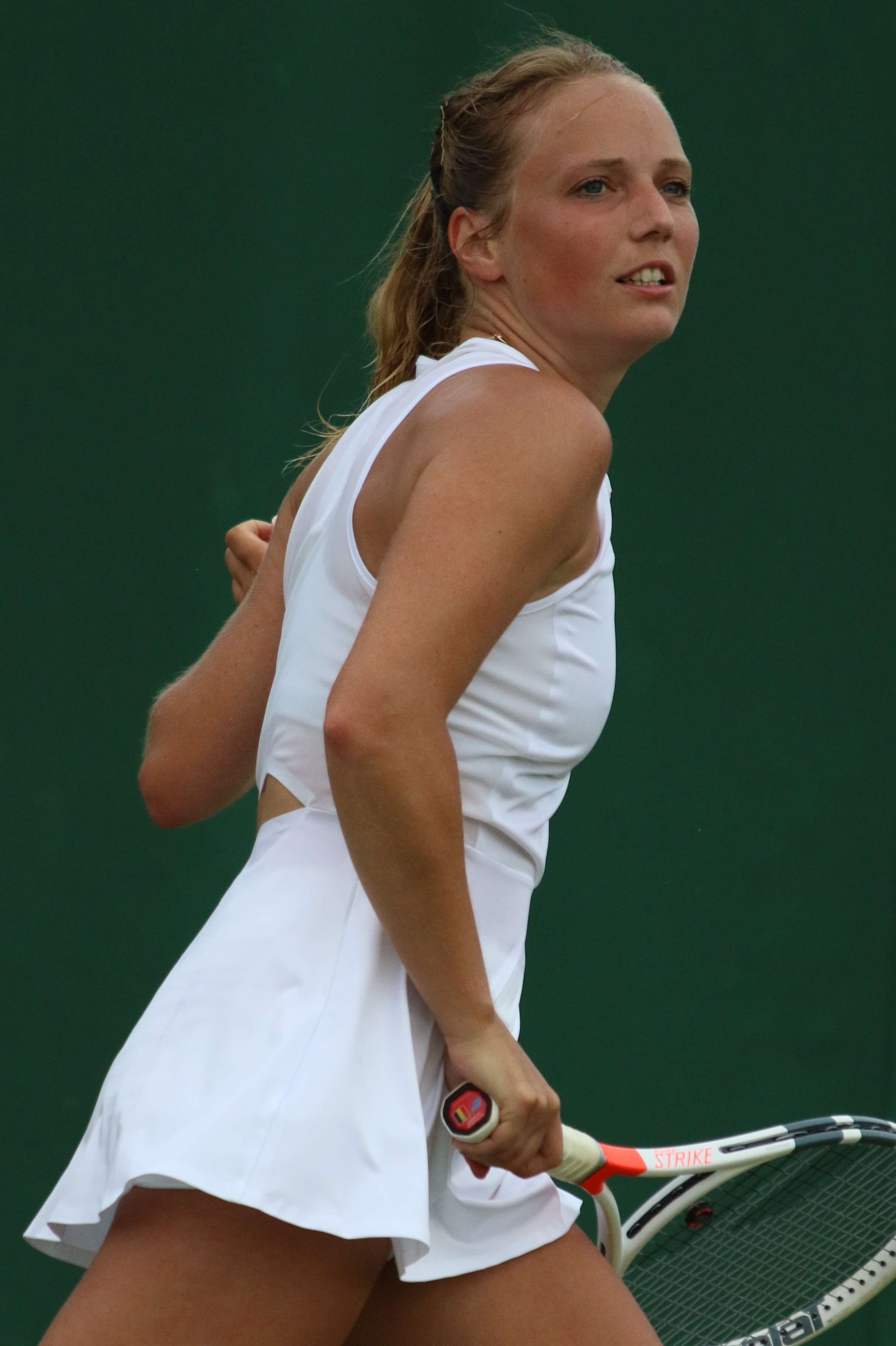
Kimberley Zimmermann à Wimbledon en 2019.

## Palmarès

### Titres en double dames
| No | Date       | Nom et lieu du tournoi           | Catégorie | Dotation  | Surface      | Partenaire     | Finalistes                           | Score             |          |
| -- | ---------- | -------------------------------- | --------- | --------- | ------------ | -------------- | ------------------------------------ | ----------------- | -------- |
| 1  | 19-07-2021 | 32° Palermo Ladies Open Palerme  | WTA 250   | 235 238 $ | Terre (ext.) | Erin Routliffe | Natela Dzalamidze Kamilla Rakhimova  | 7-65, 4-6, [10-4] | Parcours |
| 2  | 18-07-2022 | 33° Palermo Ladies Open Palerme  | WTA 250   | 251 750 $ | Terre (ext.) | Anna Bondár    | Amina Anshba Panna Udvardy           | 6-3, 6-2          | Parcours |
| 3  | 17-07-2023 | 34th Palermo Ladies Open Palerme | WTA 250   | 259 303 $ | Terre (ext.) | Yana Sizikova  | Angelica Moratelli Camilla Rosatello | 6-2, 6-4          | Parcours |

### Finales en double dames
| No | Date       | Nom et lieu du tournoi                     | Catégorie | Dotation  | Surface      | Vainqueures                            | Partenaire      | Score            |          |
| -- | ---------- | ------------------------------------------ | --------- | --------- | ------------ | -------------------------------------- | --------------- | ---------------- | -------- |
| 1  | 13-09-2021 | BGL BNP Paribas Luxembourg Open Luxembourg | WTA 250   | 235 238 $ | Dur (int.)   | Greet Minnen Alison Van Uytvanck       | Erin Routliffe  | 6-3, 6-3         | Parcours |
| 2  | 11-07-2022 | Hungarian Grand Prix Budapest              | WTA 250   | 203 024 € | Terre (ext.) | Ekaterine Gorgodze Oksana Kalashnikova | Katarzyna Piter | 1-6, 6-4, [10-6] | Parcours |

### Titres en double en WTA 125
| No | Date       | Nom et lieu du tournoi           | Catégorie | Dotation  | Surface      | Partenaire  | Finalistes                       | Score            |          |
| -- | ---------- | -------------------------------- | --------- | --------- | ------------ | ----------- | -------------------------------- | ---------------- | -------- |
| 1  | 19-09-2022 | Budapest Open 125 Budapest       | WTA 125   | 115 000 $ | Terre (ext.) | Anna Bondár | Jesika Malečková Renata Voráčová | 6-3, 2-6, [10-5] | Parcours |
| 2  | 04-08-2024 | ECE Ladies Hamburg Open Hambourg | WTA 125   | 115 000 $ | Terre (ext.) | Anna Bondár | Arantxa Rus Nina Stojanović      | 5-7, 6-3, [11-9] | Parcours |

### Finales en double en WTA 125
| No | Date       | Nom et lieu du tournoi          | Catégorie | Dotation  | Surface      | Vainqueures                        | Partenaire  | Score     |          |
| -- | ---------- | ------------------------------- | --------- | --------- | ------------ | ---------------------------------- | ----------- | --------- | -------- |
| 1  | 18-09-2023 | Parma Ladies Open Parme         | WTA 125   | 115 000 $ | Terre (ext.) | Dalila Jakupović Irina Khromacheva | Anna Bondár | 6-2, 6-3  | Parcours |
| 2  | 09-10-2023 | Open de Rouen Capfinances Rouen | WTA 125   | 115 000 $ | Dur (int.)   | Maia Lumsden Jessika Ponchet       | Anna Bondár | 6-3, 7-64 | Parcours |

## Parcours en Grand Chelem

### En simple dames
| Année | Open d'Australie | Open d'Australie | Internationaux de France | Internationaux de France | Wimbledon | Wimbledon     | US Open | US Open |
| ----- | ---------------- | ---------------- | ------------------------ | ------------------------ | --------- | ------------- | ------- | ------- |
| 2019  | Q1               | Tereza Mrdeža    | —                        | —                        | Q1        | Başak Eraydın | —       | —       |

N.B. : à droite du résultat se trouve le nom de l'ultime adversaire.

### En double dames
| Année | Open d'Australie                                                                         | Open d'Australie                                                                    | Internationaux de France                                                              | Internationaux de France                                                            | Wimbledon | Wimbledon | US Open | US Open |
| ----- | ---------------------------------------------------------------------------------------- | ----------------------------------------------------------------------------------- | ------------------------------------------------------------------------------------- | ----------------------------------------------------------------------------------- | --------- | --------- | ------- | ------- |
| 2022  | 1er tour (1/32) A.K. Schmiedlová \|\| style="text-align:left;" \| C. Dolehide S. Sanders | 1/4 de finale M. Zanevska \|\| style="text-align:left;" \| L. Kichenok J. Ostapenko | 1er tour (1/32) M. Zanevska \|\| style="text-align:left;" \| E. Cocciaretto V. Tomova | 1er tour (1/32) M. Zanevska \|\| style="text-align:left;" \| D. Gálfi B. Pera       |           |           |         |         |
| 2023  | 2e tour (1/16) N. Kichenok \|\| style="text-align:left;" \| S. Aoyama E. Shibahara       | 2e tour (1/16) M. Zanevska \|\| style="text-align:left;" \| A. Muhammad G. Olmos    | 2e tour (1/16) Y. Sizikova \|\| style="text-align:left;" \| M. Kato A. Sutjiadi       | 1er tour (1/32) Y. Sizikova \|\| style="text-align:left;" \| G. Minnen Y. Wickmayer |           |           |         |         |
| 2024  | 1er tour (1/32) B. Schoofs \|\| style="text-align:left;" \| Guo H. Jiang X.              | 1er tour (1/32) L. Bronzetti \|\| style="text-align:left;" \| E. Hozumi M. Ninomiya | 1er tour (1/32) L. Davis \|\| style="text-align:left;" \| M. Kolodziejová A. Sisková  | —                                                                                   | —         |           |         |         |
| 2025  | 1er tour (1/32) K. Kawa \|\| style="text-align:left;" \| E. Alexandrova Yuan Y.          |                                                                                     |                                                                                       |                                                                                     |           |           |         |         |

N.B. : le nom de la partenaire se trouve sous le résultat ; le nom des ultimes adversaires se trouve à droite.

### En double mixte
| Année | Open d'Australie                                                               | Open d'Australie | Internationaux de France | Internationaux de France | Wimbledon | Wimbledon | US Open                                                                       | US Open |
| ----- | ------------------------------------------------------------------------------ | ---------------- | ------------------------ | ------------------------ | --------- | --------- | ----------------------------------------------------------------------------- | ------- |
| 2022  | —                                                                              | —                | —                        | —                        | —         | —         | 1er tour (1/16) T. Pütz \|\| style="text-align:left;" \| L. Fernandez J. Sock |         |
| 2023  | 1er tour (1/16) T. Pütz \|\| style="text-align:left;" \| L. Cabrera J.P. Smith | —                | —                        | —                        | —         |           |                                                                               |         |

N.B. : le nom du partenaire se trouve sous le résultat ; le nom des ultimes adversaires se trouve à droite.

## Classements WTA en fin de saison
| Année          | 2013 | 2014 | 2015 | 2016 | 2017 | 2018 | 2019 | 2020 | 2021 | 2022 | 2023 | 2024 |
| Rang en simple | 876  | 782  | 722  | 444  | 313  | 248  | 402  | 469  | 530  | –    | –    | –    |
| Rang en double | 478  | 511  | 448  | 524  | 267  | 250  | 211  | 171  | 94   | 44   | 64   | 89   |

Source : (en) Classements de Kimberley Zimmermann sur le site officiel de la Fédération internationale de tennis